# Richard Schmidt
Richard Schmidt (ur. 23 maja 1987 w Trewirze) – niemiecki wioślarz, złoty i srebrny medalista igrzysk olimpijskich, sześciokrotny mistrz świata, ośmiokrotny mistrz Europy.

## Igrzyska olimpijskie
Na igrzyskach zadebiutował w 2008 roku w Pekinie w zawodach czwórki bez sternika. W osadzie zasiadł dopiero w półfinale i zajął w nim trzecie miejsce, dające awans do finału. Tam w składzie z Jochenem Urbanem, Ursem Käuferem i Gregorem Hauffem dopłynął na metę ostatni, zajmując szóstą pozycję.
Cztery lata później w Londynie wystąpił w rywalizacji ósemek. W składzie osady znaleźli się także: Filip Adamski, Andreas Kuffner, Eric Johannesen, Maximilian Reinelt, Lukas Müller, Florian Mennigen, Kristof Wilke i Martin Sauer jako sternik. W eliminacjach wygrali swój wyścig i awansowali bezpośrednio do finału, gdzie zajęli pierwsze miejsce, zdobywając złoty medal. Wyprzedzili drugich na mecie Kanadyjczyków o 1,23 sekundy i trzecich Brytyjczyków o 2,43 sekundy.
Na igrzyskach w 2016 roku w Rio de Janeiro ponownie wziął udział w konkurencji ósemek. W składzie osady znaleźli się także: Maximilian Munski, Malte Jakschik, Andreas Kuffner, Eric Johannesen, Maximilian Reinelt, Felix Drahotta, Hannes Ocik i Martin Sauer jako sternik. W eliminacjach wygrali swoje regaty, przez co awansowali bezpośrednio do finału. Tam zajęli drugie miejsce, zdobywając srebrny medal. Do brytyjskiej osady stracili 1,33 sekundy.